# Rebellen des Grauens
Rebellen des Grauens (Original The Supernaturals; deutsche Alternativtitel: Rebellion der Zombies, Bataillon der Zombies bzw. Brigade der Zombies) ist ein US-amerikanischer Horrorfilm des Regisseurs Armand Mastroianni aus dem Jahr 1986.

## Handlung
12. April 1865 in Blakeley, Alabama, zur Zeit des amerikanischen Bürgerkrieges. Die siegreiche 44. Nordstaaten-Einheit treibt unterlegene Kriegsgefangene vor den Augen unschuldiger Zivilisten durch ein vermintes Waldgebiet. Einziger Überlebender dieses Massakers an den konföderierten Soldaten ist ein kleiner, uniformierter Junge namens Jeremy. Dieser Knabe verfügt über magische Kräfte, mit deren Hilfe er Melanie, seine verstorbene Mutter, wie auch seine gefallenen Kameraden wieder zum Leben erweckt.
In der Gegenwart soll Zugführerin Sgt. Leona Hawkins mit acht unerfahrenen US-Army-Rekruten des 44. Ausbildungsregiments auf einem Trainingsgelände eine Übung abhalten. Sie bauen ihre Zelte auf einer Waldlichtung auf, ohne zu wissen, dass sich einst an dieser Stelle das besagte Minenfeld befand. Zunächst begegnen sie der untoten Melanie, auf die Private Ray Ellis eine sonderbare Faszination ausübt. Die zierliche Fremde hält Ellis irrtümlich für ihren verstorbenen Ehemann Evan.
Während der ersten Nacht wird ein Soldat ermordet, dessen Leichnam eine sonderbare, fortschreitende Verwesung aufweist. Sgt. Hawkins versucht vergebens, die Übung abzubrechen und Hilfe zu kontaktieren. In der zweiten Nacht überrennen mumifizierte Bürgerkriegssoldaten das Platoon, um sich für die Gräuel, die an ihnen begangen wurden, zu rächen. Trotz erheblicher Gegenwehr der Soldaten, überleben nur der Rekrut Lejune und Leona Hawkins den Angriff.
Private Ellis konnte indes in eine Waldhütte flüchten, wo er dem mittlerweile ergrauten Jeremy begegnet. Ellis kann den Überlebenden von einst überreden, ihm bei der Vernichtung der Untoten zu helfen. Im folgenden Kampf muss Jeremy allerdings sein Leben lassen. Private Ellis, Lejune und Sgt. Hawkings bleiben am Ende siegreich und entfernen sich gemeinsam vom Ort des Geschehens.

## Kritiken
Das Lexikon des internationalen Films schrieb, der Film sei ein „abstoßender ‚Zombie‘-Schocker.“